# Mojotengah (Bareng)
Mojotengah is een bestuurslaag in het regentschap Jombang van de provincie Oost-Java, Indonesië. Mojotengah telt 3133 inwoners (volkstelling 2010).